# Furtwängler
El apellido Furtwängler pertenece a una prominente familia alemana y puede referirse a las siguientes personas:
- Wilhelm Furtwängler (arqueólogo) (1809–1875), padre de Adolf Furtwängler y abuelo del director de orquesta Wilhelm Furtwängler.
- Philipp Furtwängler (1800–1867), fabricante de órganos de la empresa Philipp Furtwängler & Söhne
- Pius Furtwängler (1841–1910), fabricante de órganos
- Adolf Furtwängler, (1853-1907) arqueólogo e historiador de arte alemán, padre del director.
- Wilhelm Furtwängler (1886-1954) director de orquesta y compositor alemán, hijo de Adolf Furtwängler, casado con Elisabeth Ackermann Furtwängler.
- Walter Furtwängler (1887-1967), hijo de Adolf Furtwängler, hermano del director de orquesta y alpinista, el glaciar Furtwängler lleva su nombre.
- Märit Furtwängler (1891-1971), hija de Adolf Furtwängler, hermana de Wilhelm Furtwängler y casada con el filósofo Max Scheler
- Philipp Furtwängler (1869-1940), matemático, nieto de Philipp Furtwängler y primo segundo de Wilhelm Furtwängler.
- Franz Josef Furtwängler (1894–1965), político alemán de Hessen
- Florian Furtwängler (1938–1992), Régisseur, hijo de Walter Furtwängler
- Hildegard Furtwängler, pintora
- Hubert Furtwängler (1918-2011), miembro de la resistencia en La rosa blanca, sobrino del director y casado con Margaret Knittel.
- Margarete Furtwängler-Knittel, hija del escritor suizo John Knittel
- Bernhard Furtwängler (1931-), arquitecto alemán, hijo de Walter Furtwängler y casado con la actriz Kathrin Ackermann
- Andreas E. Furtwängler (1944-) arqueólogo alemán, hijo del director de orquesta.
- Maria Furtwängler (1966-), actriz, nieta de Walter Furtwängler